# Puliciphora omnivora
Puliciphora omnivora är en tvåvingeart som beskrevs av Mikhailovskaya 1993. Puliciphora omnivora ingår i släktet Puliciphora och familjen puckelflugor. Inga underarter finns listade i Catalogue of Life.